# 林炳尧
林炳尧（1944年—2025年8月18日），福建晋江人，中国人民解放军将领、中国人民解放军中将。 
2002年，授予中国人民解放军中将，曾任南京军区副司令员。2008年，当选第十一届全国政协委员，代表特别邀请人士，分入第五十五组。并担任港澳台侨委员会专委。